# Chin Ping
Dans ce nom chinois, le nom de famille, Chin, précède le nom personnel.
Chin Ping (秦萍), née le 3 mai 1949 et morte le 6 septembre 2017, est une actrice hongkongaise ayant joué dans une vingtaine de films à succès de la Shaw Brothers de 1964 à 1972.

## Biographie
Engagée sous contrat en 1963, elle obtient d’abord de petits rôles mais est ensuite choisie comme rôle principal dans un film sur lequel le studio mise beaucoup, Temple of the Red Lotus, censé renouveler le genre du wu xia pian en le modernisant. La forte promotion organisée par la Shaw lui permet ainsi de devenir une star, apparaissant en couverture du magazine Southern Screen qui lance le mouvement du wu xia pian de la nouvelle génération. Elle apparait ensuite (cette fois dans un rôle non martial de demoiselle en détresse) dans le film de Chang Cheh Le Trio magnifique, puis alterne les films d’arts martiaux et les comédies, notamment dans les films de Umetsugu Inoue.
En 1972, elle met fin à sa carrière et émigre aux États-Unis. 
Elle meurt le 6 septembre 2017.

## Filmographie
- 1964 : The Last Woman of Shang : figurante
- 1964 : The Crimson Palm : Wang Chien-Chin
- 1964 : The Dancing Millionairess : figurante
- 1965 : Temple of the Red Lotus : Lian-zhu
- 1965 : The Twin Swords : Lian-zhu
- 1966 : Tiger Boy
- 1966 : The Joy of Spring
- 1966 : Le Trio magnifique :  Wei Wen-Chen
- 1967 : Swan Song : Fanny Ge
- 1967 : The Sword and the Lute : Lian-zhu
- 1967 : The Trail of the Broken Blade : Liu Chen Erh
- 1967 : Hong Kong Nocturne : Chia Ting Ting
- 1967 : Sing High, Sing Low
- 1968 : Hong Kong Rhapsody
- 1968 : The Bells of Death : Hsiang Hsiang
- 1968 : The Rainbow : Liang Ming-Zhu
- 1968 : Killer Darts : Jin Yu-Sien
- 1969 : The Millionaire Chase : Zhang Ping "Little Pity"
- 1969 : The Swordmates : Li Yan-niang
- 1969 : Vengeance Is a Golden Blade : Li Xiao-Yan
- 1970 : The Price of Love : Chuang Jui-Fang
- 1970 : Les Douze Médaillons d'or : Jin Suo